# Ne crois pas
«Ne crois pas» (с фр. — «Не верь») — песня французской певицы Мишель Арно, написанная Кристианом Гитро. С этой песней она получила право представить Люксембург на первом конкурсе «Евровидение-1956» после того, как была выбрана люксембургской телекомпанией «RTL».

## Текст песни
Автор текста песни — Кристиан Гитро.
В песне Арно говорит другу (или любовнику), что тот факт, что он так хорошо выглядит, в значительной степени бессмыслен — его внешность связана с его молодостью и что, как и все остальные люди, он потеряет волосы, наберёт вес и, возможно, также потеряет зубы. Таким образом, она говорит ему, что он должен «воспользоваться этим», а не просто наслаждаться своей внешностью в настоящее время.

## Евровидение

### Внутренний отбор
В 1956 году Мишель Арно была выбрана французской телекомпанией «RTL» для участия в «Евровидении». Она выбрала свои песни «Ne crois pas» и «Les amants de minuit» для участия в конкурсе — по правилам конкурса того года каждая участвующая страна должна была отправить по две песни.

### Конкурс
Песня была исполнена шестой на конкурсе — после выступления представительницы Франции Мате Альтери с песней «Le temps perdu» и перед выступлением представительницы Италии Франки Раймонди с песней «Aprite le finestre», оркестром дирижировал Жак Лассри. Результаты выступления Мишель Арно неизвестны в связи с тем, что на конкурсе был объявлен только победитель (без индивидуальных оценок выступления). Остальные участники были отмечены как разделившие между собой второе место.